# Rodrigo da Zaeli
Rodrigo Lugli, mais conhecido como Rodrigo da Zaeli (Umuarama, 26 de novembro de 1975), é um empresário e político brasileiro filiado ao PL. Atualmente exerce o cargo de deputado federal por Mato Grosso.

## Biografia
Natural de Umuarama, no Paraná, Rodrigo da Zaeli é empresário do ramo atacadista e reside em Rondonópolis, Mato Grosso. Atuou como vereador em Rondonópolis por dois mandatos, destacando-se na política local.

## Carreira política
Nas eleições de 2022, Rodrigo da Zaeli foi candidato a deputado federal por Mato Grosso, obtendo 6.965 votos e ficando como segundo suplente pelo PL.
Assumiu o mandato de deputado federal em 1º de janeiro de 2025, após a renúncia de Abilio Brunini, eleito prefeito de Cuiabá nas eleições municipais de 2024.
Na Câmara dos Deputados, Rodrigo da Zaeli atua como membro titular das Comissões de Agricultura, Pecuária, Abastecimento e Desenvolvimento Rural, de Comunicação e de Desenvolvimento Econômico. Também é suplente nas Comissões de Defesa dos Direitos das Pessoas com Deficiência e de Finanças e Tributação.